# Teodoro Cantacuzeno
Teodoro Cantacuzeno (... – Costantinopoli, 1183) è stato un nobile bizantino, fu probabilmente fratello di Giovanni Cantacuzeno, e figlio secondogenito di Manuele Cantacuzeno, visse nel XII secolo e morì a Costantinopoli nel 1183, apparteneva alla famiglia dei Cantacuzeni.

## Biografia
Teodoro Cantacuzeno congiurò insieme al fratello Giovanni Cantacuzeno, contro il sanguinario basileus Andronico I Comneno (1183-1185), ma furono scoperti, infatti Andronico I Comneno fece assassinare Teodoro Cantacuzeno, e accecare Giovanni Cantacuzeno.